# Мишел Рио
Мишел Рио (на английски: Michel Rio) е френски писател, автор на криминални романи, драми, приказки, сценарии и документални изследвания.

## Биография и творчество
Мишел Рио е роден през 1945 г. в Бретан, Франция. Прекарва детството си в Мадагаскар, което налага своя отпечатък върху бъдещата му писателска дейност.
Учи в Университета на Каен и го завършва с магистърска степен по преподаване на модерното изкуство. Завършва докторат по семиотика и лингвистика в университета за социални науки в Париж.
Между 1972 г. и 1981 г. работи за френските издателства „Les Lettres Nouvelles-Maurice Nadeau“, „Hachette“ и „Bordas“.
От 1981 г. Мишел Рио изцяло преминава на свободна практика като писател. Първият му роман „Mélancolie Nord“ излиза през 1982 г. В началото на своето творчество той е по-популярен в САЩ, отколкото във Франция.
През 1989 г. Мишел Рио издава първия роман „Мерлин“ от поредицата за кръглата маса на Крал Артур. В нея писателят създава своя необичайна и потресаваща версия за легендата. Всеки от романите разказва за отделен герой и неговото отношение и гледна точка в общата сага.
Творчеството му е толкова оригинално, че трудно може да бъде причислено към някоя от съществуващите тенденции в съвременната литература. Самите романи са предмет на много дебати от критиката. Публикуван е на повече от 20 езика по целия свят.
Мишел Рио живее в Париж.

## Произведения

### Самостоятелни романи
- Mélancolie Nord (1982)
- Le Perchoir du perroquet (1983)
- Alizés (1984)
- Les Jungles Pensives (1985) – в съавторство с Уилям Карлсон
- Parrot's Perch (1985)
- Archipel (1987)
- Погрешна стъпка, Faux-pas (1991)
- Tlacuilo (1992) – награда „Medicis“
- Le Principe d'Incertitude (1993)
- Manhattan Terminus (1995)
- La Statue de la Liberté (1997)
- La Remise au Monde (2002)
- Le Vazaha sans Terre (2011)
- Une comédie américaine (2013)

### Поредица „Легендите за крал Артур“
- Мерлин, Merlin (1989)
- Morgane (1999)
- Arthur (2001)
- La Terre Gaste (2003)
- Merlin, le Faiseur de Rois (2006)

### Серия „Инспектор Франсис Малоун“ (Francis Malone)
1. La Mort (1998)
2. Leçon d'abîme (2003)
3. Sans songer à mal (2004)
4. Coupe réglée (2009)

### Пиеси
- L'Ouroboros (1985)
- Baleine pied-de-poule (1990), играна за първи път през 1992 г. от театър „Моби Дик“
- Transatlantique (2002)
- Script (2002)

### Приказки
- Les Polymorphes (1994)
- Les Aventures des Oiseaux-Fruits (1995)

### Комикси
- Malone, tome 1: Faux pas (2007) – в съавторство с Пиерпаоло Роверо
- Malone, tome 2: La raison du monde (2008) – в съавторство с Пиерпаоло Роверо

### Документалистика
- Le rêveur et le logicien (1987) – есета
- Rêve de logique (1992) – критични есета